# Mecistocephalus satumensis
Mecistocephalus satumensis är en mångfotingart som beskrevs av Yoshioki Takakuwa 1938. Mecistocephalus satumensis ingår i släktet Mecistocephalus och familjen storhuvudjordkrypare. Inga underarter finns listade i Catalogue of Life.